# مورگان روس
مورگان جی روس (به انگلیسی: Morgan Jay Rose) درامر گروه هوی متال سونداست است. او کار خود را در سال ۱۹۸۹ با گروه «اسنیک نیشن» به همراه دوست صمیمی خود «وینس هورنزبی» شروع کرد. دو سال بعد به همراه «لجون ویترسپون» گروه جدیدی با نام «رامبل فیش» تأسیس کردند که خیلی زود به «سونداست» تبدیل شد. او به همراه سونداست ۸ آلبوم منتشر کرد. مورگان روس پروژه جدیدی را نیز با گروه «آیرون آستیل» در سال ۲۰۰۸ به وجود آورده که هنوز آلبومی رسمی از این گروه منتشر نشده به غیر از یک دمو که شامل چهار آهنگ است.
اواخر سال ۲۰۱۲ او به همراه کلینت لووری گروه کال می نو وان را تأسیس کرد.